# Rillieux-la-Pape
Rillieux-la-Pape är en kommun i departementet Rhône i regionen Auvergne-Rhône-Alpes i östra Frankrike. Kommunen ligger i kantonen Rillieux-la-Pape som tillhör arrondissementet Lyon. År 2022 hade Rillieux-la-Pape 31 479 invånare.

## Befolkningsutveckling
Antalet invånare i kommunen Rillieux-la-Pape
| Referens: INSEE |